# Ємен на літніх Олімпійських іграх 2000
Ємен брав участь у Літніх Олімпійських іграх 2000 року у Сіднеї (Австралія) втретє за свою історію, але не завоював жодної медалі. Збірну країни представляли 1 чоловік і 1 жінка, що брали участь у змаганнях  легкоатлетів.

## Легка атлетика
Спортсменів — 2
Чоловіки
| Спортсмен        | Вид  | Забіг     | Забіг | Чверть- фінал | Чверть- фінал | Півфінал   | Півфінал   | Фінал      | Фінал      |
| Спортсмен        | Вид  | Результат | Місце | Результат     | Місце         | Результат  | Місце      | Результат  | Місце      |
| ---------------- | ---- | --------- | ----- | ------------- | ------------- | ---------- | ---------- | ---------- | ---------- |
| Башир Аль-Хевані | 400м | 49,72     | 8     | Не пройшов    | Не пройшов    | Не пройшов | Не пройшов | Не пройшов | Не пройшов |

Жінки
| Спортсмен      | Вид  | Забіг     | Забіг | Чверть- фінал | Чверть- фінал | Півфінал   | Півфінал   | Фінал      | Фінал      |
| Спортсмен      | Вид  | Результат | Місце | Результат     | Місце         | Результат  | Місце      | Результат  | Місце      |
| -------------- | ---- | --------- | ----- | ------------- | ------------- | ---------- | ---------- | ---------- | ---------- |
| Хана Алі Салех | 200м | 30,36     | 8     | Не пройшла    | Не пройшла    | Не пройшла | Не пройшла | Не пройшла | Не пройшла |